# Cassida piperata
Cassida piperata — жук подсемейства щитовок из семейства листоедов.

## Распространение
Распространён на Дальнем Востоке России, в Китае, Японии, Кореи, на Филиппинских островах (о. Лусон), в Тайване и Вьетнаме.
Интродуцированый вид на северо-восточном побережье США.

## Экология и местообитания
Кормовые растения — амарантовые (Amaranthaceae) и маревые (Chenopodiaceae): альтернантера сидячая (Alternanthera sessilis), альтернантера японская (Achyranthes japonica), Amaranthus ascendens, Amaranthus mangostanus, целозия перистая (Celosia argentea), ахирантес (Achyranthes), Atriplex subcordata, свёкла обыкновенная (варитеты: Beta vulgaris var. altissima и Beta vulgaris var. flavescens), марь белая (вариетет: Chenopodium album var. centrorubrum), Commelina nudiflora.